# Сухомлин, Иван Михайлович
Иван Михайлович Сухомлин (24 июня 1923 — 29 января 2002) — командир танковой роты 17-й гвардейской танковой бригады (1-й гвардейский Донской танковый корпус, 65-я армия, 1-й Белорусский фронт), генерал-майор. Герой Советского Союза.

## Биография
Родился 24 июня 1923 года в селе Василенково ныне Шевченковского района Харьковской области.
В Красной Армии с 1941 года. Вначале учился на радиотехнических курсах, затем направлен в Камышинское танковое училище. Участник Великой Отечественной войны с января 1943 года. Участвовал в боях на Брянском и Центральном фронтах. Сражался на Курской дуге, участвовал в освобождении Белоруссии.
Особо отличился 8 июля 1944 года в боях на подступах к городу Слоним Гродненской области. Уничтожил 2 самоходные пушки, миномётную батарею и около 30 солдат и офицеров противника.
Звание Героя Советского Союза с вручением ордена Ленина и медали «Золотая Звезда» гвардии лейтенанту Сухомлину Ивану Михайловичу присвоено 22 августа 1944 за мужество и героизм, проявленные в боях.
В 1963 году получил учёную степень кандидата военных наук и был оставлен в академии преподавателем. С 1965 по 1967 год находился на Кубе. С 1985 генерал-майор Сухомлин в запасе.
Жил в Москве. Умер 29 января 2002 года.

## Награды и звания
- Герой Советского Союза
- Орден Ленина
- Медаль «Золотая Звезда»

## Память
- Имя Героя носит средняя школа № 9 г. Слонима[1]. Одна из школьных экспозиций посвящена И. М. Сухомлину.
- Материалы, посвященные Герою, хранятся в Слонимском краеведческом музее и Народном музее боевой и трудовой славы средней школы № 4 г. Слонима (фотографии, документы, личные вещи и т.д.)[2].